# Levern Tart
Levern Donihue "Doc" Tart (Marion, Carolina del Sur; 1 de junio de 1942 - Island Park, Nueva York; 22 de junio de 2010) fue un jugador de baloncesto estadounidense que disputó cuatro temporadas en la ABA, y tres más en la EPBL. Con 1,88 metros de estatura, jugaba en la posición de base.

## Trayectoria deportiva

### Universidad
Jugó durante tres temporadas con los Braves de la Universidad de Bradley, donde consiguió 1.053 puntos y 628 rebotes, promediando en su última temporada 17,5 puntos por partido, siendo elegido en el mejor quinteto de la Missouri Valley Conference. Ese año además ganaron el NIT, donde fue elegido mejor jugador del torneo.

### Profesional
Fue elegido en la quincuagésimo segunda posición del Draft de la NBA de 1964 por Boston Celtics, pero no llegó a fichar por el equipo, jugando durante tres temporadas con los Wilkes-Barre Barons de la EPBL.
En 1967 se crea la ABA, y Tart ficha por los Oakland Oaks, donde se convierte en la principal estrella del equipo, promediando 26,9 puntos y 6,5 rebotes por partido, hasta que mediada la temporada es traspasado a los New Jersey Americans a cambio de Barry Leibowitz. Acabó la liga como tercer mejor anotador del campeonato, solo por detrás de Connie Hawkins y Doug Moe, y disputó su primer All-Star, en el que logró 13 puntos y 3 rebotes.
Al año siguiente comienza la temporada con el equipo reconvertido en los New York Nets, pero mediada la misma es traspasado junto con Bob Verga y Hank Whitney a Houston Mavericks a cambio de Larry Lentz y Willie Somerset, pero tras seis partidos es enviado a los Denver Rockets, quienes nada más terminar la temporada lo envían de vuelta a los Nets. Por fin se estabiliza, y eso repercute en sus estadísticas, promediando 24,2 puntos y 6,8 rebotes por partido, y disputando su segundo All-Star, en el que logra 3 puntos y 3 rebotes.
Mediada la temporada siguiente es traspasado junto con Ed Johnson a los Texas Chaparrals, a cambio de Manny Leaks, retirándose al término de la temporada.

## Estadísticas de su carrera en la ABA

### Temporada regular
| Temporada | Edad | Equipo               | Liga | P   | TIT | MIN  | TC   | TCA  | %TC  | 3P  | 3PA | %3P  | TL  | TLA | %TL  | R.OF. | R.DEF. | REB | ASIS | ROB | TAP | PER | FP  | PTS  |
| 1967-68   | 25   | TOTAL                | ABA  | 73  |     | 39.1 | 8.7  | 20.5 | .422 | 0.0 | 0.2 | .067 | 6.2 | 7.8 | .797 |       |        | 5.4 | 3.4  |     |     | 3.8 | 2.9 | 23.5 |
| 1967-68   | 25   | Oakland Oaks         | ABA  | 42  |     | 42.1 | 10.0 | 23.4 | .428 | 0.0 | 0.3 | .083 | 6.8 | 8.7 | .779 |       |        | 6.5 | 3.5  |     |     | 4.6 | 2.9 | 26.9 |
| 1967-68   | 25   | New Jersey Americans | ABA  | 31  |     | 35.0 | 6.8  | 16.7 | .410 | 0.0 | 0.1 | .000 | 5.3 | 6.4 | .829 |       |        | 3.9 | 3.3  |     |     | 2.6 | 2.9 | 19.0 |
| 1968-69   | 26   | TOTAL                | ABA  | 61  |     | 23.0 | 4.5  | 10.6 | .422 | 0.0 | 0.0 | .000 | 3.2 | 4.2 | .757 | 1.6   | 1.6    | 3.2 | 2.3  |     |     | 2.4 | 2.3 | 12.1 |
| 1968-69   | 26   | New York Nets        | ABA  | 35  |     | 26.3 | 5.4  | 12.2 | .445 | 0.0 | 0.0 | .000 | 3.8 | 4.9 | .782 | 1.9   | 1.7    | 3.7 | 2.5  |     |     | 2.5 | 2.4 | 14.7 |
| 1968-69   | 26   | Houston Mavericks    | ABA  | 6   |     | 23.0 | 4.7  | 10.5 | .444 | 0.0 | 0.0 |      | 3.0 | 4.8 | .621 | 1.2   | 1.5    | 2.7 | 2.0  |     |     | 3.2 | 2.7 | 12.3 |
| 1968-69   | 26   | Denver Rockets       | ABA  | 20  |     | 17.3 | 2.8  | 8.0  | .352 | 0.0 | 0.1 | .000 | 2.1 | 2.8 | .750 | 1.3   | 1.3    | 2.6 | 2.2  |     |     | 2.1 | 2.0 | 7.7  |
| 1969-70   | 27   | New York Nets        | ABA  | 80  |     | 40.1 | 9.5  | 19.1 | .495 | 0.1 | 0.4 | .314 | 5.2 | 6.6 | .783 | 3.2   | 3.7    | 6.8 | 3.3  |     |     | 3.1 | 3.4 | 24.2 |
| 1970-71   | 28   | TOTAL                | ABA  | 60  |     | 30.1 | 6.0  | 14.4 | .414 | 0.2 | 0.6 | .294 | 3.3 | 4.2 | .783 | 1.7   | 2.3    | 4.0 | 2.9  |     |     | 2.8 | 2.9 | 15.4 |
| 1970-71   | 28   | New York Nets        | ABA  | 27  |     | 36.5 | 7.1  | 16.8 | .424 | 0.1 | 0.3 | .444 | 3.8 | 4.9 | .767 | 1.9   | 2.0    | 3.9 | 2.7  |     |     | 3.2 | 3.1 | 18.1 |
| 1970-71   | 28   | Texas Chaparrals     | ABA  | 33  |     | 24.9 | 5.0  | 12.4 | .403 | 0.2 | 0.8 | .240 | 2.9 | 3.6 | .800 | 1.5   | 2.5    | 4.0 | 3.1  |     |     | 2.4 | 2.6 | 13.1 |
| Total     |      |                      | ABA  | 274 |     | 33.8 | 7.4  | 16.6 | .445 | 0.1 | 0.3 | .253 | 4.6 | 5.8 | .784 | 2.3   | 2.6    | 5.0 | 3.0  |     |     | 3.1 | 2.9 | 19.4 |

### Playoffs
| Temporada | Edad | Equipo           | Liga | P  | MIN | TCA | TC  | 3PA | 3P | TLA | TL | R.OF. | REB | ASIS | ROB | TAP | PER | FP | PTS | %TC  | %3P  | %FT  | MIN  | PTS  | REB | AST |
| 1969-70   | 27   | New York Nets    | ABA  | 7  | 313 | 70  | 143 | 2   | 6  | 45  | 52 |       | 30  | 36   |     |     |     |    | 187 | .490 | .333 | .865 | 44.7 | 26.7 | 4.3 | 5.1 |
| 1970-71   | 28   | Texas Chaparrals | ABA  | 4  | 101 | 32  | 87  | 2   | 12 | 14  | 20 | 11    | 23  | 33   |     |     | 8   | 12 | 80  | .368 | .167 | .700 | 25.3 | 20.0 | 5.8 | 8.3 |
| Total     |      |                  | ABA  | 11 | 414 | 102 | 230 | 4   | 18 | 59  | 72 | 11    | 53  | 69   |     |     | 8   | 12 | 267 | .443 | .222 | .819 | 37.6 | 24.3 | 4.8 | 6.3 |